# Sophie Verlinden
Sophie Verlinden (23 maart 1979) is een Belgische atlete, die gespecialiseerd is in het kogelstoten. Zij werd eenmaal Belgisch kampioene.

## Biografie
Verlinden werd in 2002 voor het eerst Belgisch kampioene in het kogelstoten. Verder haalde ze nog verschillende medailles op Belgische kampioenschappen.
Verlinden is aangesloten bij Willebroek-Boom.

## Belgische kampioenschappen
| Onderdeel   | Jaar |
| ----------- | ---- |
| kogelstoten | 2002 |

## Persoonlijke records
| Onderdeel            | Prestatie | Datum            | Plaats  |
| -------------------- | --------- | ---------------- | ------- |
| kogelstoten          | 14,49 m   | 10 juli 2005     | Brussel |
| kogelstoten (indoor) | 14,36 m   | 28 december 2003 | Gent    |

## Palmares
kogelstoten
- 2001:  BK indoor AC - 13,72 m
- 2001:  BK AC - 13,57 m
- 2002:  BK indoor AC - 14,17 m
- 2002:  BK AC - 13,17 m
- 2003:  BK indoor AC - 13,36 m
- 2003:  BK AC - 14,02 m
- 2004:  BK indoor AC - 14,31 m
- 2004:  BK AC - 13,76 m
- 2005:  BK indoor AC - 14,02 m
- 2005:  BK AC - 14,49 m
- 2006:  BK AC - 13,06 m
- 2007:  BK AC - 13,61 m
- 2008:  BK AC - 13,78 m
- 2009:  BK indoor AC - 13,64 m
- 2009:  BK AC - 14,00 m
- 2010:  BK indoor AC - 13,75 m
- 2011:  BK indoor AC - 13,23 m
- 2012:  BK AC - 13,61 m
- 2013:  BK indoor AC - 13,52 m
- 2013:  BK AC - 13,48 m
- 2014:  BK indoor AC - 13,68 m
- 2015:  BK AC - 13,29 m
- 2016:  BK indoor AC - 13,42 m
- 2016:  BK AC - 13,29 m
- 2018:  BK AC - 12,89 m